# Ferdinando di Lasso (Komponist, 1592)
Ferdinando di Lasso  (* 1592; † 1636 in Reischach) war ein deutscher Komponist des Frühbarock.

## Leben
Ferdinando di Lasso wurde 1560 als Sohn seines gleichnamigen Vaters Ferdinando di Lasso geboren. Er gehörte zu Lebzeiten seines Vaters zu den Singknaben der herzoglichen Kapelle. 1608 schloss er das Jesuitengymnasium in München (heute Wilhelmsgymnasium München) ab. 1609 ging er auf Kosten des Herzogs Maximilian I. nach Rom, um sich dort bei dem Komponisten Giovanni Battista Crivelli weiter auszubilden. 1613 besuchte er die Universität Perugia. Nach seiner Rückkehr 1616 trat er eine Kapellmeisterstelle am herzoglichen Hofe an. 1629  bekam er aus bis jetzt nicht bekannt gewordenen Gründen seine Entlassung und wurde zum Districtsrichter und Kassirer in Reischach ernannt, wo er 1636 starb.